# Джинс, Уильям Таллок
Уильям Таллок Джинс (англ. William Tulloch Jeans, 1848 — 1907) — британский парламентский журналист и писатель.

## Карьера
Джинс был парламентским корреспондентом The Globe и был широко известен своим знанием устройства парламента.
В своём обзоре первого тома «Жизни электриков» за 1887 год журнал The Spectator отметил, что «Джинс обращался с предметом, всегда интересным, приятным и изящным образом».

## Личная жизнь
Его жена приехала из Стокпорта. Они жили в Брайтоне, затем в Талс-Хилле и Клэпхэм-парке в Лондоне.
Он был отцом сэра Джеймса Джинса (1877–1946), физика, астронома и математика.

## Избранные публикации
- The Lives of Electricians (1887, Whittaker & Co)
- Creators of the Age of Steel (1884)[3]